# Open International de Normandie
Het  Open International de Normandie  is een golftoernooi van de Alps Tour. Het toernooi bestaat uit vier rondes van 18 holes en wordt gespeeld op de Golf de Saint-Saëns.

## Winnaars
- 2007:  Julien Quesne (-12)
- 2008:  Dominique Nouailhac (-14)
- 2009:  Damien Perrier (-17)
- 2010:  Matteo Delpodio (-13)
- 2011:  Romain Schneider (-13)
- 2012:  Nicolas Joakimides (-18)